# Wildes Haggis

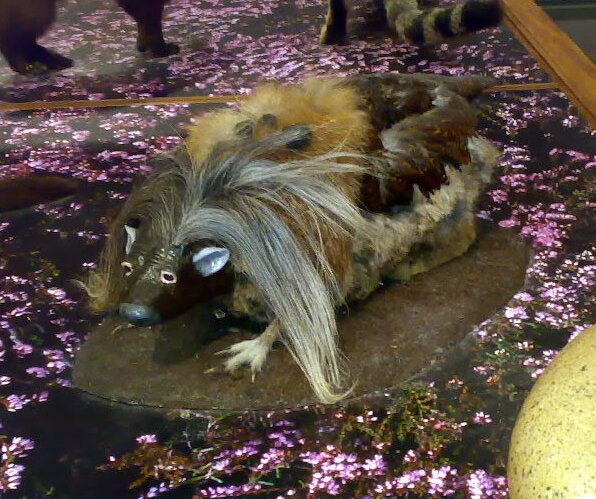
Ein Wildes Haggis im Glasgower Kelvingrove Art Gallery and Museum

Das Wilde Haggis (humoristischer wissenschaftlicher Name: Haggis scoticus) ist ein fiktives kleines Säugetier der schottischen Folklore, das angeblich in den Highlands beheimatet ist. Es heißt, dass aus dem Fleisch des Wesens Haggis gekocht wird, ein traditionelles Gericht der schottischen Küche.

## Beschreibung
Das Wilde Haggis, eine in Schottland endemische Art, ist ein kleines, pelziges Tier, das einer Kreuzung aus Kaninchen und Eichhörnchen ähneln soll. Sein Fell ist in der Regel braun oder grau und bietet eine hervorragende Tarnung in seinem natürlichen Lebensraum. Es wird angenommen, dass das Hebriden-Haggis die ursprüngliche einheimische Art ist, von der alle anderen Haggis abstammen. Diese Haggis-Rasse ist kleiner und widerstandsfähiger als die Sorten vom Festland und war ein Grundnahrungsmittel der „alten Schotten“.
Der „Überlieferung“ zufolge war das Wilde Haggis ursprünglich ein Vogel, dessen Flügel im Laufe der Evolution verkümmert sind und das nun ausschließlich an Berghängen lebt. Die linken und die rechten Beine des Haggis sind unterschiedlich lang, ähnlich wie die des Dahu oder des Hanghuhns, anderer imaginärer Wesen. Das ermöglicht dem Haggis, schnell die steilen Berge und Hänge seines natürlichen Lebensraums zu durchstreifen, wenn auch nur in eine Richtung, weshalb es einfach ist, eins zu fangen.
Es wird zudem behauptet, dass es zwei Arten des Wilden Haggis gibt, eine mit längeren linken und eine mit längeren rechten Beinen. Die erste Art kann nur im Uhrzeigersinn um einen Berg herumlaufen, die zweite nur gegen den Uhrzeigersinn. Die beiden Arten koexistieren friedlich, können sich aber in der freien Wildbahn nicht paaren, da sich ein Männchen der einen Art zur Begattung mit einem Weibchen der anderen Art in die gleiche Richtung drehen müsste, weil es sonst das Gleichgewicht verliert, vom Weibchen herunterfällt und den Berghang herunterrollt. Durch die sortengleiche Paarung würden die Unterschiede in der Beinlänge der Haggis-Population noch verstärkt.
Das Wilde Haggis ist ein Pflanzenfresser und ernährt sich angeblich am liebsten von Pilzen mit Tartanmuster.
Eine „Studie“ der Haggis Wildlife Foundation ergab, dass der Bestand an Wildem Haggis in den Highlands zwischen 1994 und 2024 um 74,8 % zurückgegangen sei, wofür vor allem die Verschmutzung seines Lebensraumes mit Mikroplastik verantwortlich gemacht wird.

## Rund um das Wilde Haggis
Laut einer Online-Umfrage aus dem Jahr 2003 glaubte ein Drittel von 1000 US-amerikanischen Touristen in Schottland, dass das Wilde Haggis tatsächlich existiere. Als eine mögliche Ursache für diese Annahme wird ein satirisches Gedicht des Dichters James J. Montague vermutet, das 1924 in der New York Herald Tribune erschien:

“My heart’s in the Highlands, twa strings on my bow

To hunt the fierce haggis, man’s awfu’est foe.

And weel may my bairn ha’ a tear in his ee.

For I shallna come back if the haggis hunts me.”

„Mein Herz ist in den Highlands, zwei Saiten auf meinem Bogen

Um das wilde Haggis zu jagen, den furchtbarsten Feind des Menschen.

Und möge mein Sohn eine Träne in den Augen haben.

Denn ich werde nicht zurückkommen, wenn das Haggis mich jagt.“

Rund um das Fabelwesen haben sich Communitys gebildet, wie etwa die Wild Haggis Foundation oder Gruppen, in denen man lernen kann, wie man ein Wildes Haggis jagt.
Das Gericht Haggis wird tatsächlich aus den Innereien von Schafen zubereitet.